# Ken'ichi Sugano
Ken'ichi Sugano (菅野 賢一?, Sugano Ken'ichi; Prefettura di Mie, 8 agosto 1971) è un ex calciatore giapponese, di ruolo difensore.